# هاجيا ساران دارابا
هاجيا ساران دارابا (بالفرنسية: Hadja Saran Daraba Kaba)‏ (مواليد 1945 بغينيا) هي مؤسسة شبكة اتحاد نساء نهر مانو للسلام (REFMAP).

## حياتها
كان والدها جنديًا تحت قيادة أحمد سيكو توري، درست علم الصيدلة في لايبزيغ وهالي. في عام 1970 عادت إلى غينيا ودرست في كلية هاجا مافوري بانجورا قبل أن يتم تعيينها نائب المدير الوطني للصادرات في وزارة التجارة الخارجية، في عام 1996 أصبحت وزيرة الشؤون الاجتماعية والنهوض بالمرأة والطفل.
في عام 2010 كانت هاجيا المرأة الوحيدة في الترشح لرئاسة غينيا من أصل 24 مرشحًا وبين عامي 2010 و 2017 كانت الأمينة العامة لـ REFMAP.